# Leptanthura tenuis
Leptanthura tenuis är en kräftdjursart som först beskrevs av Sars 1873.  Leptanthura tenuis ingår i släktet Leptanthura och familjen Leptanthuridae. Arten är reproducerande i Sverige. Inga underarter finns listade i Catalogue of Life.